# Тлингитский язык
Тлинги́тский язык (тлинки́тский, коло́шский; самоназвание Lingít [ɬɪŋ'kɪt]) — язык, распространённый среди тлинкитов, проживающих на юго-востоке Аляски и на западе Канады. Относится к семье языков на-дене.
Тлингитский язык полисинтетический.

## История
История тлингитского языка ещё хранит немало белых пятен, в основном по причине отсутствия письменных свидетельств об истории народа и языка до первого контакта с европейцами около 1790 г., но даже после этого и вплоть до начала XX в. имеются лишь скудные и обрывочные сведения. Язык, по-видимому, распространялся на север из области Кетчикан-Саксман (Аляска) в направлении района Чилкат, поскольку определённые консервативные характеристики языка постепенно исчезали с юга на север. Ряд общих черт между тлингитскими диалектами в районе Портленд Канала и эякским языком особенно впечатляют ввиду огромного географического расстояния.

## Генеалогическая и ареальная информация
Тлингитский язык — отдельная ветвь семьи на-дене, которая относится к индейским языкам Северной Америки. Его ближайшим родственником является эякский язык. Эдвард Сепир (1915) был сторонником включения тлингитского языка в семью на-дене, однако ввиду его значительных отличий от прочих языков на-дене, объединённых в атабаскскую группу, против этой точки зрения выступили сильные оппоненты — Франц Боас (1917), Плиниус Эрл Годдард (1920) и ряд других видных лингвистов того времени. Исследования в конце XX в., которые провели Хайнц-Юрген Пиннов (1962, 1968, 1970, и др.) и Майкл Краусс (1964, 1965, 1969, и др.) показали сильную связь с эякским языком, а следовательно, и с атабаскскими языками. В настоящее время принадлежность к языкам на-дене считается общепризнанной.
Первоначально Сепир предлагал связать тлингитский язык также с языком хайда, однако в ходе дискуссий о семье на-дене язык хайда был постепенно исключён из рассмотрения. В настоящее время хайда считается изолятом с рядом заимствований из тлингитского. Тем не менее, недавно (в 2004 г.) лингвист Джон Энрико, происходящий из народа хайда, представил ряд новых свидетельств, приведших к возобновлению дискуссии.
Распространён на территории от устья реки Коппер до побережья залива Аляска и большинства островов архипелага Александры у юго-восточного побережья Аляски. Тлингитский язык распространён в пределах современных границ штата Аляска, а также в окрестностях озера Атлин в Британской Колумбии.

## Письменность
Первая письменность для тлингитского языка была предложена представителями Русской православной церкви, когда Аляска и часть побережья Северной Америки принадлежали Российской Империи. Для этого они пользовались кириллицей. С 1840-х годов на тлингитском языке издавались религиозные тексты на кириллице. После того, как эта территория стала частью Соединённых Штатов, англоязычные миссионеры разработали письменность на основе латинского алфавита, которая используется и в настоящее время.

## Социолингвистическая информация
Согласно данным Ethnologue, на 2010 год количество говорящих составляло 1030 человек. По данным V. Golla (2007), 500 человек свободно говорят на тлингитском языке. На сегодняшний день количество говорящих уменьшается. На юго-востоке Аляски проводятся программы, целью которых является возрождение и сохранение языка и культуры тлинкитов.
Лингвистический статус — 8a, вымирающий. Активно используется только людьми старшего поколения. Носители также владеют английским языком.
Тлингитский язык подразделяется на пять диалектов:
- Якутатский — самый северный из диалектов, носит название диалектного центра, города Якутат.
- Переходный — имеет черты диалектов севера и юга; сейчас почти не используется.
- Южные диалекты — также находятся на грани исчезновения.
- Континентальный тлингитский — распространён в Канаде.
- Тонгасский — последний носитель этого диалекта умер в 1990-х гг.

Все диалекты отличаются друг от друга незначительно, преимущественно в области фонетики, их носители в основном понимают друг друга.